# Speaker (Oregon)
Sunny Valley az Amerikai Egyesült Államok északnyugati részén, Oregon állam Josephine megyéjében elhelyezkedő önkormányzat nélküli település.
A posta 1905 és 1925 között működött.